# پارک تاریخی کامفانگ فت
پارک تاریخی کامفانگ فت (به لاتین: Kamphaeng Phet Historical Park) یک پارک تاریخی در تایلند است که در Mueang Kamphaeng Phet واقع شده‌است.

## میراث جهانی
این پارک در فهرست میراث جهانی یونکسو ثبت شده است.